# Geologia della Corsica

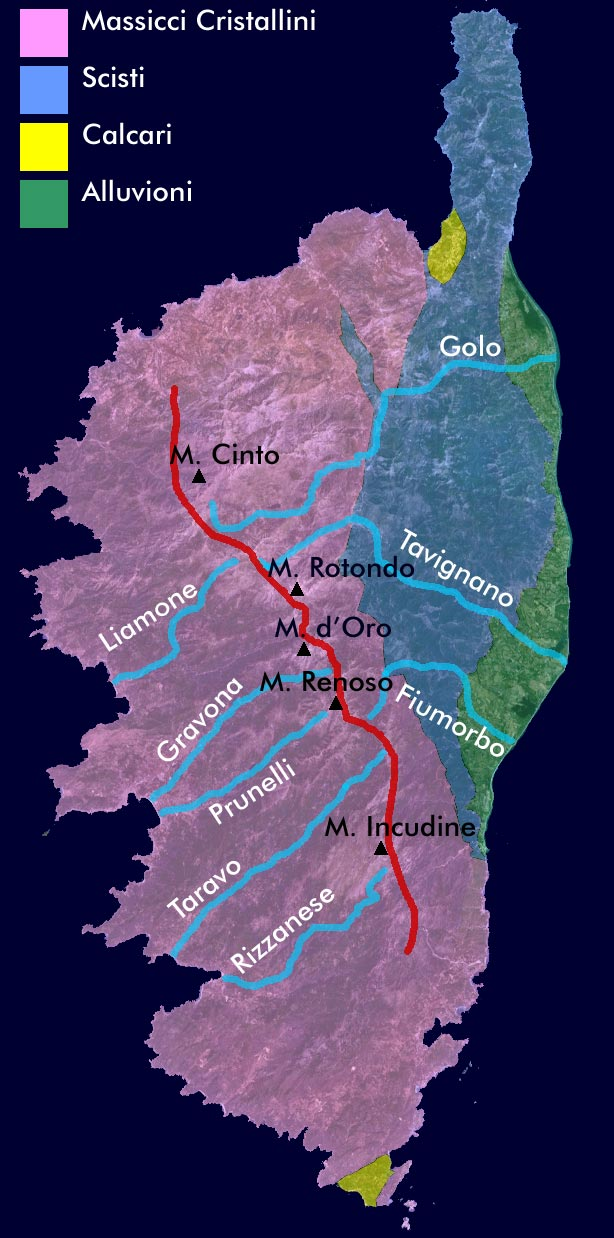
Carta geologica della Corsica.

## Storia geologica
- Nel Paleozoico, la Corsica fa parte della parte meridionale della catena ercinica, come testimoniano i numerosi massicci granitici e la caldera vulcanica del monte Cinto.
- All'inizio del Mesozoico, l'apertura del mare Tetide nella posizione attuale occupata dalle Alpi e dal mar Tirreno è accompagnata dalla formazione di crosta oceanica (che oggi si rinviene nelle ofioliti affiorate a Castagniccia e capo Corso). Nel Cretaceo superiore, lo spostamento a nord della placca Africana e della piccola placca iberica, provoca per compressione la formazione della catena Pirenaico-provenzale, di cui fanno parte anche la Corsica e la Sardegna. Le ofioliti vengono obdotte ad alta quota.
- All'inizio del Cenozoico, il microcontinente sardo-corso emerge nuovamente, rimanendo ancora attaccato al sud della Francia, presso il massiccio dei Maures. Solo tra la fine dell'Eocene (35 Ma) e l'inizio del Miocene (18 Ma), una nuova fase di tettonica di estensione e conseguente rotazione in senso antiorario del blocco sardo-corso, separa finalmente la Corsica e la Sardegna dal continente europeo, conferendo il suo carattere di insularità e innalzando catene montuose che fanno affiorare rocce prima sepolte.

## Domini geologici
- Corsica cristallina, con rocce ignee, comprende due terzi dell'isola, ad ovest della linea Calvi-Solenzara
- Corsica scistosa o alpina, nella parte nord-orientale dell'isola
- depressione centrale dall'Isola rossa a Corte e Solenzara
- altopiani (causses) e piane costiere, formati da rocce sedimentarie.